# فيين روندت 2021
فيين روندت 2021 (بالدنماركية: Fyen Rundt 2021)‏ هو سباق دراجات هوائية من فئة سباق يوم واحد، وهو الموسم 110 من فيين روندت ‏، وأقيم في 30 مايو 2021 ضمن سباقات طواف أوروبا للدراجات 2021، وشارك فيه 157 متسابقاً ووصل إلى نهايته 119 متسابقاً.
فاز بالمركز الأول نيكلاس لارسن، وبالمركز الثاني Rasmus Bøgh Wallin ‏، وبالمركز الثالث Kasper Andersen (cyclist) ‏.

## الفرق
| فريق برو- أونو اكس برو سايكلنج تيم 2021 ‏ فرق قارية (11)- Parkhotel Valkenburg CT ‏ - بي إتش إس - بل بيتون بورنهولم 2021 ‏ - كولوكويك 2021 ‏ - كووب 2021 ‏ - مازوززي سيرس بولسكي 2021 ‏ - ريستورانت سوري كارل راس 2021 ‏ - فريق ريوال للدراجات 2021 ‏ - تارتيلتو-ايزوريكس 2021 ‏ - توبفوركس لابيير 2021 ‏ - دونر أكون 2021 ‏ - ستارت سايكلنج تيم 2021 ‏ فرق نخبة (8)- Bache-JS.dk ‏ - CO:PLAY-Giant ‏ - Give Elementer ‏ - Herning CK Elite ‏ - IBT-BH Carl Ras ‏ - Kvickly Odder Elite ‏ - O.B. Wiik-Dan Stillads ‏ - Sparekassen Vendsyssel Aalborg ‏ فريق دراجات هواة- Sweden Cycling Academy‏ فرق أندية الدراجات (4)- Team ABC Elite‏ - WV De IJsselstreek‏ - Cykling Odense ‏ - Willebrord Wil Vooruit‏ |  |
| |  |

## المشاركون
| فريق ريوال للدراجات ‏ RIW | فريق ريوال للدراجات ‏ RIW | فريق ريوال للدراجات ‏ RIW |
| ------------------------ | ------------------------ | ------------------------ |
| م                        | عداء                     | مرتبة                    |
| 1                        | راسموس كواد              | 69                       |
| 2                        | لوكاس أريكسون            | 11                       |
| 3                        | Tobias Kongstad ‏         | 10                       |
| 4                        | Jesper Schultz ‏          | 61                       |
| 5                        | Elmar Reinders ‏          | 9                        |
| 6                        | كيم ماجنوسون (طريق)      | 39                       |
| 7                        | نيك فان دير لييك         | 59                       |

| أونو-إكس موبيليتي ‏ UXT | أونو-إكس موبيليتي ‏ UXT | أونو-إكس موبيليتي ‏ UXT |
| ---------------------- | ---------------------- | ---------------------- |
| م                      | عداء                   | مرتبة                  |
| 11                     | سيفر ورستد             | لم يكمل السباق         |
| 12                     | Kristian Kulset ‏       | 67                     |
| 13                     | Morten Hulgaard ‏       | 31                     |
| 14                     | فريدريك مادسن          | لم يكمل السباق         |
| 15                     | نيكلاس لارسن           | 1                      |
| 16                     | إفير سكارسيث ‏          | لم يكمل السباق         |
| 17                     | Johan Price-Pejtersen ‏ | لم يكمل السباق         |

| كولوكويك للدراجات ‏ TCQ | كولوكويك للدراجات ‏ TCQ     | كولوكويك للدراجات ‏ TCQ |
| ---------------------- | -------------------------- | ---------------------- |
| م                      | عداء                       | مرتبة                  |
| 21                     | Kasper Andersen (cyclist) ‏ | 3                      |
| 22                     | William Blume Levy ‏        | 54                     |
| 23                     | Christian Spang Kjeldsen ‏  | 55                     |
| 24                     | Alexander Salby ‏           | 6                      |
| 25                     | نيكولاي بروشنر             | 38                     |
| 26                     | مادس أندرسن ‏               | لم يبدأ                |
| 27                     | Sebastian Kolze Changizi ‏  | 24                     |

| بي إتش إس - بل بيتون بورنهولم ‏ BPC | بي إتش إس - بل بيتون بورنهولم ‏ BPC | بي إتش إس - بل بيتون بورنهولم ‏ BPC |
| ---------------------------------- | ---------------------------------- | ---------------------------------- |
| م                                  | عداء                               | مرتبة                              |
| 31                                 | ماركوس هانسن                       | 5                                  |
| 32                                 | ماتياس بريجنهوج ‏                   | 33                                 |
| 33                                 | Stian Rosenlund Richter ‏           | 95                                 |
| 34                                 | Nikolaj Mengel ‏                    | 68                                 |
| 35                                 | Emil Toudal ‏                       | 70                                 |
| 36                                 | Nils Lau Nyborg Broge ‏             | 64                                 |
| 37                                 | Benjamin Hertz ‏                    | 119                                |

| ريستورانت سوري كارل راس ‏ SCC | ريستورانت سوري كارل راس ‏ SCC | ريستورانت سوري كارل راس ‏ SCC |
| ---------------------------- | ---------------------------- | ---------------------------- |
| م                            | عداء                         | مرتبة                        |
| 41                           | ماثياس لارسن ‏                | 72                           |
| 42                           | Sebastian Nielsen ‏           | 17                           |
| 43                           | Julius Nowak Dalner ‏         | 116                          |
| 44                           | Nils Eigil Bradtberg‏         | 73                           |
| 45                           | راسموس لوند‏                  | لم يكمل السباق               |
| 46                           | راسموس بيدرسن                | 92                           |
| 47                           | Peter Busk‏                   | لم يكمل السباق               |

| تيم دونر أكون ‏ TDA | تيم دونر أكون ‏ TDA | تيم دونر أكون ‏ TDA |
| ------------------ | ------------------ | ------------------ |
| م                  | عداء               | مرتبة              |
| 51                 | Kieron Steinmann‏   | 104                |
| 52                 | Dominik Bauer ‏     | 21                 |
| 53                 | Albert Gathemann ‏  | 94                 |
| 54                 | Kilian Steigner‏    | 83                 |
| 55                 | Jan-Marc Temmen ‏   | لم يبدأ            |
| 56                 | Roman Duckert ‏     | 76                 |
| 57                 | Moritz Plambeck‏    | 52                 |

| O.B. Wiik-Dan Stillads ‏ ___ | O.B. Wiik-Dan Stillads ‏ ___       | O.B. Wiik-Dan Stillads ‏ ___ |
| --------------------------- | --------------------------------- | --------------------------- |
| م                           | عداء                              | مرتبة                       |
| 61                          | Peter Haslund‏                     | 60                          |
| 62                          | Rasmus Søjberg Pedersen ‏          | 99                          |
| 63                          | Luis Carl Jørgensen‏               | 101                         |
| 64                          | Nicklas Lilleskov Falk Rasmussen ‏ | 25                          |
| 65                          | Mads Søgaard Mondrup ‏             | لم يكمل السباق              |
| 66                          | Frederik Uhre‏                     | 112                         |
| 67                          | Jannik Ljungdahl‏                  | لم يكمل السباق              |

| Cykling Odense ‏ ___ | Cykling Odense ‏ ___ | Cykling Odense ‏ ___ |
| ------------------- | ------------------- | ------------------- |
| م                   | عداء                | مرتبة               |
| 71                  | Simon Bak ‏          | 41                  |
| 72                  | Ian Millennium‏      | 49                  |
| 73                  | نيلز راسموسن ‏       | 27                  |
| 74                  | Sebastian Juul‏      | لم يكمل السباق      |
| 75                  | Silas Bolund Falkø‏  | لم يكمل السباق      |
| 76                  | William Wisholm ‏    | 50                  |
| 77                  | Bjørn Andreassen ‏   | 106                 |

| Parkhotel Valkenburg CT ‏ ABC | Parkhotel Valkenburg CT ‏ ABC | Parkhotel Valkenburg CT ‏ ABC |
| ---------------------------- | ---------------------------- | ---------------------------- |
| م                            | عداء                         | مرتبة                        |
| 81                           | Lars Loohuis‏                 | 103                          |
| 82                           | Bodi del Grosso‏              | 18                           |
| 83                           | André Luijk‏                  | لم يكمل السباق               |
| 84                           | Adriaan Janssen ‏             | 46                           |
| 85                           | Nils Sinschek ‏               | 58                           |
| 86                           | Mike Schuch‏                  | 75                           |
| 87                           | Aden Paterson‏                | 86                           |

| تيم كووب ‏ TCO | تيم كووب ‏ TCO        | تيم كووب ‏ TCO |
| ------------- | -------------------- | ------------- |
| م             | عداء                 | مرتبة         |
| 91            | Fredrik Dversnes ‏    | 32            |
| 92            | جاكوب أريكسون ‏       | 28            |
| 93            | Louis Bendixen ‏      | 14            |
| 94            | Olav Hjemsæter ‏      | 4             |
| 95            | Kristian Aasvold ‏    | 13            |
| 96            | Tore Andre Aase Vabø‏ | 12            |

| Mazowsze Serce Polski ‏ MSP | Mazowsze Serce Polski ‏ MSP  | Mazowsze Serce Polski ‏ MSP |
| -------------------------- | --------------------------- | -------------------------- |
| م                          | عداء                        | مرتبة                      |
| 101                        | Paweł Bernas ‏               | 71                         |
| 102                        | Marcin Budziński (cyclist) ‏ | لم يبدأ                    |
| 103                        | Tomasz Budziński ‏           | 87                         |
| 104                        | Karol Domagalski ‏           | 62                         |
| 105                        | Filip Prokopyszyn ‏          | 90                         |
| 106                        | Daniel Staniszewski ‏        | 78                         |

| سوبرانو هام ايزوريكس ‏ TIS | سوبرانو هام ايزوريكس ‏ TIS | سوبرانو هام ايزوريكس ‏ TIS |
| ------------------------- | ------------------------- | ------------------------- |
| م                         | عداء                      | مرتبة                     |
| 111                       | Alfdan De Decker ‏         | 20                        |
| 112                       | Maxime De Poorter ‏        | 19                        |
| 113                       | Gil D'Heygere ‏            | 7                         |
| 114                       | Thomas Joseph ‏            | لم يكمل السباق            |
| 115                       | Brent Van De Kerkhove ‏    | 16                        |
| 116                       | Enzo Wouters ‏             | 66                        |
| 117                       | Thibau Verhofstadt‏        | 48                        |

| توبفوركس لابيير ‏ TFA | توبفوركس لابيير ‏ TFA | توبفوركس لابيير ‏ TFA |
| -------------------- | -------------------- | -------------------- |
| م                    | عداء                 | مرتبة                |
| 121                  | Jiří Petruš‏          | 84                   |
| 122                  | Petr Klabouch‏        | 51                   |
| 123                  | Matúš Štoček ‏        | 40                   |
| 124                  | Martin Voltr ‏        | لم يكمل السباق       |
| 125                  | Marek Gajdula‏        | 85                   |
| 126                  | Tomáš Bárta ‏         | 8                    |
| 127                  | Petr Fiala‏           | 22                   |

| Willebrord Wil Vooruit‏ ___ | Willebrord Wil Vooruit‏ ___ | Willebrord Wil Vooruit‏ ___ |
| -------------------------- | -------------------------- | -------------------------- |
| م                          | عداء                       | مرتبة                      |
| 131                        | Christian Gorm Albrechtsen‏ | 82                         |
| 132                        | Kelvin Bakx‏                | 114                        |
| 133                        | Joris Buters‏               | لم يكمل السباق             |
| 134                        | Beau van Izerloo‏           | 81                         |
| 135                        | Boris Romers‏               | 109                        |
| 136                        | Markus Skreen‏              | لم يكمل السباق             |
| 137                        | Sten Verzijl‏               | 113                        |

| Herning CK Elite ‏ ___ | Herning CK Elite ‏ ___     | Herning CK Elite ‏ ___ |
| --------------------- | ------------------------- | --------------------- |
| م                     | عداء                      | مرتبة                 |
| 142                   | Rasmus Byriel Iversen ‏    | لم يكمل السباق        |
| 143                   | Jonas Nordal Jakobsen‏     | 29                    |
| 144                   | Emil Vinther Schmidt‏      | 74                    |
| 145                   | Jannik Nedergaard Nielsen‏ | 45                    |
| 146                   | Mads Mosevang Pedersen‏    | 100                   |
| 147                   | Carl Voldbjerg‏            | لم يبدأ               |

| IBT-BH Carl Ras ‏ ___ | IBT-BH Carl Ras ‏ ___  | IBT-BH Carl Ras ‏ ___ |
| -------------------- | --------------------- | -------------------- |
| م                    | عداء                  | مرتبة                |
| 151                  | Gustav Johansson ‏     | 107                  |
| 152                  | Linus Kvist ‏          | 63                   |
| 153                  | Sebastian Andreasson ‏ | لم يكمل السباق       |
| 154                  | Wincent Wallinder‏     | 108                  |
| 155                  | Frederik Thomsen ‏     | 26                   |
| 156                  | Arne Birkemose ‏       | 93                   |
| 157                  | ماتياس مالمبيرغ ‏      | 36                   |

| Give Elementer ‏ ___ | Give Elementer ‏ ___    | Give Elementer ‏ ___ |
| ------------------- | ---------------------- | ------------------- |
| م                   | عداء                   | مرتبة               |
| 161                 | Anders Bruun‏           | لم يبدأ             |
| 162                 | Jakob Bødker‏           | لم يكمل السباق      |
| 163                 | Jeppe Falk-Kristensen ‏ | لم يكمل السباق      |
| 164                 | Daniel Guld ‏           | 79                  |
| 165                 | Gustav Frederik Dahl ‏  | 44                  |
| 166                 | Jeppe Tolbøll‏          | لم يكمل السباق      |
| 167                 | Daniel Eriksen‏         | 88                  |

| Team Sparekassen Vendsyssel Aalborg ‏ ___ | Team Sparekassen Vendsyssel Aalborg ‏ ___ | Team Sparekassen Vendsyssel Aalborg ‏ ___ |
| ---------------------------------------- | ---------------------------------------- | ---------------------------------------- |
| م                                        | عداء                                     | مرتبة                                    |
| 171                                      | Sebastian Ryttersgaard ‏                  | 23                                       |
| 172                                      | Dennis Lock ‏                             | 77                                       |
| 173                                      | Johannes Rom Dahl‏                        | لم يكمل السباق                           |
| 174                                      | Martin Lind‏                              | 43                                       |
| 176                                      | Søren Vosgerau ‏                          | 56                                       |
| 177                                      | Thomas Koldkjær Decker‏                   | لم يكمل السباق                           |

| CO:PLAY-Giant ‏ ___ | CO:PLAY-Giant ‏ ___  | CO:PLAY-Giant ‏ ___ |
| ------------------ | ------------------- | ------------------ |
| م                  | عداء                | مرتبة              |
| 181                | Rasmus Bøgh Wallin ‏ | 2                  |
| 182                | Magnus Bak Klaris ‏  | 89                 |
| 183                | Daniel Stampe ‏      | 15                 |
| 184                | Mikkel Øritsland ‏   | 118                |
| 185                | Magnus Henneberg ‏   | 42                 |
| 187                | Benjamin Movang‏     | 35                 |

| Bache-JS.dk ‏ ___ | Bache-JS.dk ‏ ___      | Bache-JS.dk ‏ ___ |
| ---------------- | --------------------- | ---------------- |
| م                | عداء                  | مرتبة            |
| 191              | Daniel Lyhne ‏         | 117              |
| 192              | Oskar Hvid‏            | لم يكمل السباق   |
| 193              | Jacob Gye Madsen ‏     | 30               |
| 194              | Birk Udengaard Hansen‏ | لم يكمل السباق   |
| 195              | Sebastian Petersen ‏   | 65               |
| 196              | Peter Skov Lauritzen‏  | 96               |
| 197              | Ruben Zilas Larsen‏    | لم يكمل السباق   |

| Team ABC Elite‏ ___ | Team ABC Elite‏ ___      | Team ABC Elite‏ ___ |
| ------------------ | ----------------------- | ------------------ |
| م                  | عداء                    | مرتبة              |
| 201                | Victor Grue Enggaard ‏   | 97                 |
| 202                | Nicklas Jacobsen Nissen‏ | 37                 |
| 203                | Bjarke Bonke‏            | لم يكمل السباق     |
| 204                | Mikkel Henningsen‏       | لم يكمل السباق     |
| 205                | Christian Axelsen‏       | لم يكمل السباق     |
| 206                | Peter Sørensen‏          | لم يكمل السباق     |

| Team Kvickly Odder Elite ‏ ___ | Team Kvickly Odder Elite ‏ ___ | Team Kvickly Odder Elite ‏ ___ |
| ----------------------------- | ----------------------------- | ----------------------------- |
| م                             | عداء                          | مرتبة                         |
| 211                           | Stefan Ryom‏                   | 110                           |
| 212                           | Lasse Mikkelsen‏               | 80                            |
| 213                           | Andreas Brandt Aidel ‏         | 53                            |
| 214                           | Mattias Nordal ‏               | 105                           |
| 215                           | Martin Szokody ‏               | 102                           |

| Diftar Continental Cyclingteam ‏ ___ | Diftar Continental Cyclingteam ‏ ___ | Diftar Continental Cyclingteam ‏ ___ |
| ----------------------------------- | ----------------------------------- | ----------------------------------- |
| م                                   | عداء                                | مرتبة                               |
| 221                                 | Tim Bierkens‏                        | لم يكمل السباق                      |
| 222                                 | Jelle Ter Weeme‏                     | لم يكمل السباق                      |
| 223                                 | Lars van Uum‏                        | لم يكمل السباق                      |
| 224                                 | Robin Löwik‏                         | 34                                  |
| 225                                 | Arne Peters‏                         | لم يبدأ                             |
| 226                                 | دينيس فان دير هورست ‏                | 57                                  |
| 227                                 | Maarten Vierhout‏                    | 111                                 |

| بدون فريق ___ | بدون فريق ___ | بدون فريق ___  |
| ------------- | ------------- | -------------- |
| م             | عداء          | مرتبة          |
| 231           | Jesper Ferm ‏  | لم يكمل السباق |

| Sweden Cycling Academy‏ ___ | Sweden Cycling Academy‏ ___ | Sweden Cycling Academy‏ ___ |
| -------------------------- | -------------------------- | -------------------------- |
| م                          | عداء                       | مرتبة                      |
| 232                        | Ludwig Fagerström‏          | لم يكمل السباق             |
| 233                        | Simon Cederfjord‏           | لم يكمل السباق             |
| 234                        | Erik Rindborg‏              | لم يبدأ                    |
| 235                        | Johan Nyström‏              | لم يكمل السباق             |
| 236                        | Christian Karlenius‏        | لم يكمل السباق             |
| 237                        | Simon Isaksson‏             | لم يبدأ                    |

| ستارت سايكلنج تيم ‏ STF | ستارت سايكلنج تيم ‏ STF | ستارت سايكلنج تيم ‏ STF |
| ---------------------- | ---------------------- | ---------------------- |
| م                      | عداء                   | مرتبة                  |
| 241                    | غريفين إيستر           | لم يكمل السباق         |
| 242                    | Jorge Peyrot Balvanera‏ | 98                     |
| 243                    | José Eduardo Autran‏    | 47                     |
| 244                    | Reinier Honig ‏         | 91                     |
| 245                    | Ignacio Villanueva‏     | لم يكمل السباق         |

| فريق ريوال للدراجات ‏ RIW | فريق ريوال للدراجات ‏ RIW | فريق ريوال للدراجات ‏ RIW |
| ------------------------ | ------------------------ | ------------------------ |
| م                        | عداء                     | مرتبة                    |
| 1                        | راسموس كواد              | 69                       |
| 2                        | لوكاس أريكسون            | 11                       |
| 3                        | Tobias Kongstad ‏         | 10                       |
| 4                        | Jesper Schultz ‏          | 61                       |
| 5                        | Elmar Reinders ‏          | 9                        |
| 6                        | كيم ماجنوسون (طريق)      | 39                       |
| 7                        | نيك فان دير لييك         | 59                       |

| أونو-إكس موبيليتي ‏ UXT | أونو-إكس موبيليتي ‏ UXT | أونو-إكس موبيليتي ‏ UXT |
| ---------------------- | ---------------------- | ---------------------- |
| م                      | عداء                   | مرتبة                  |
| 11                     | سيفر ورستد             | لم يكمل السباق         |
| 12                     | Kristian Kulset ‏       | 67                     |
| 13                     | Morten Hulgaard ‏       | 31                     |
| 14                     | فريدريك مادسن          | لم يكمل السباق         |
| 15                     | نيكلاس لارسن           | 1                      |
| 16                     | إفير سكارسيث ‏          | لم يكمل السباق         |
| 17                     | Johan Price-Pejtersen ‏ | لم يكمل السباق         |

| كولوكويك للدراجات ‏ TCQ | كولوكويك للدراجات ‏ TCQ     | كولوكويك للدراجات ‏ TCQ |
| ---------------------- | -------------------------- | ---------------------- |
| م                      | عداء                       | مرتبة                  |
| 21                     | Kasper Andersen (cyclist) ‏ | 3                      |
| 22                     | William Blume Levy ‏        | 54                     |
| 23                     | Christian Spang Kjeldsen ‏  | 55                     |
| 24                     | Alexander Salby ‏           | 6                      |
| 25                     | نيكولاي بروشنر             | 38                     |
| 26                     | مادس أندرسن ‏               | لم يبدأ                |
| 27                     | Sebastian Kolze Changizi ‏  | 24                     |

| بي إتش إس - بل بيتون بورنهولم ‏ BPC | بي إتش إس - بل بيتون بورنهولم ‏ BPC | بي إتش إس - بل بيتون بورنهولم ‏ BPC |
| ---------------------------------- | ---------------------------------- | ---------------------------------- |
| م                                  | عداء                               | مرتبة                              |
| 31                                 | ماركوس هانسن                       | 5                                  |
| 32                                 | ماتياس بريجنهوج ‏                   | 33                                 |
| 33                                 | Stian Rosenlund Richter ‏           | 95                                 |
| 34                                 | Nikolaj Mengel ‏                    | 68                                 |
| 35                                 | Emil Toudal ‏                       | 70                                 |
| 36                                 | Nils Lau Nyborg Broge ‏             | 64                                 |
| 37                                 | Benjamin Hertz ‏                    | 119                                |

| ريستورانت سوري كارل راس ‏ SCC | ريستورانت سوري كارل راس ‏ SCC | ريستورانت سوري كارل راس ‏ SCC |
| ---------------------------- | ---------------------------- | ---------------------------- |
| م                            | عداء                         | مرتبة                        |
| 41                           | ماثياس لارسن ‏                | 72                           |
| 42                           | Sebastian Nielsen ‏           | 17                           |
| 43                           | Julius Nowak Dalner ‏         | 116                          |
| 44                           | Nils Eigil Bradtberg‏         | 73                           |
| 45                           | راسموس لوند‏                  | لم يكمل السباق               |
| 46                           | راسموس بيدرسن                | 92                           |
| 47                           | Peter Busk‏                   | لم يكمل السباق               |

| تيم دونر أكون ‏ TDA | تيم دونر أكون ‏ TDA | تيم دونر أكون ‏ TDA |
| ------------------ | ------------------ | ------------------ |
| م                  | عداء               | مرتبة              |
| 51                 | Kieron Steinmann‏   | 104                |
| 52                 | Dominik Bauer ‏     | 21                 |
| 53                 | Albert Gathemann ‏  | 94                 |
| 54                 | Kilian Steigner‏    | 83                 |
| 55                 | Jan-Marc Temmen ‏   | لم يبدأ            |
| 56                 | Roman Duckert ‏     | 76                 |
| 57                 | Moritz Plambeck‏    | 52                 |

| O.B. Wiik-Dan Stillads ‏ ___ | O.B. Wiik-Dan Stillads ‏ ___       | O.B. Wiik-Dan Stillads ‏ ___ |
| --------------------------- | --------------------------------- | --------------------------- |
| م                           | عداء                              | مرتبة                       |
| 61                          | Peter Haslund‏                     | 60                          |
| 62                          | Rasmus Søjberg Pedersen ‏          | 99                          |
| 63                          | Luis Carl Jørgensen‏               | 101                         |
| 64                          | Nicklas Lilleskov Falk Rasmussen ‏ | 25                          |
| 65                          | Mads Søgaard Mondrup ‏             | لم يكمل السباق              |
| 66                          | Frederik Uhre‏                     | 112                         |
| 67                          | Jannik Ljungdahl‏                  | لم يكمل السباق              |

| Cykling Odense ‏ ___ | Cykling Odense ‏ ___ | Cykling Odense ‏ ___ |
| ------------------- | ------------------- | ------------------- |
| م                   | عداء                | مرتبة               |
| 71                  | Simon Bak ‏          | 41                  |
| 72                  | Ian Millennium‏      | 49                  |
| 73                  | نيلز راسموسن ‏       | 27                  |
| 74                  | Sebastian Juul‏      | لم يكمل السباق      |
| 75                  | Silas Bolund Falkø‏  | لم يكمل السباق      |
| 76                  | William Wisholm ‏    | 50                  |
| 77                  | Bjørn Andreassen ‏   | 106                 |

| Parkhotel Valkenburg CT ‏ ABC | Parkhotel Valkenburg CT ‏ ABC | Parkhotel Valkenburg CT ‏ ABC |
| ---------------------------- | ---------------------------- | ---------------------------- |
| م                            | عداء                         | مرتبة                        |
| 81                           | Lars Loohuis‏                 | 103                          |
| 82                           | Bodi del Grosso‏              | 18                           |
| 83                           | André Luijk‏                  | لم يكمل السباق               |
| 84                           | Adriaan Janssen ‏             | 46                           |
| 85                           | Nils Sinschek ‏               | 58                           |
| 86                           | Mike Schuch‏                  | 75                           |
| 87                           | Aden Paterson‏                | 86                           |

| تيم كووب ‏ TCO | تيم كووب ‏ TCO        | تيم كووب ‏ TCO |
| ------------- | -------------------- | ------------- |
| م             | عداء                 | مرتبة         |
| 91            | Fredrik Dversnes ‏    | 32            |
| 92            | جاكوب أريكسون ‏       | 28            |
| 93            | Louis Bendixen ‏      | 14            |
| 94            | Olav Hjemsæter ‏      | 4             |
| 95            | Kristian Aasvold ‏    | 13            |
| 96            | Tore Andre Aase Vabø‏ | 12            |

| Mazowsze Serce Polski ‏ MSP | Mazowsze Serce Polski ‏ MSP  | Mazowsze Serce Polski ‏ MSP |
| -------------------------- | --------------------------- | -------------------------- |
| م                          | عداء                        | مرتبة                      |
| 101                        | Paweł Bernas ‏               | 71                         |
| 102                        | Marcin Budziński (cyclist) ‏ | لم يبدأ                    |
| 103                        | Tomasz Budziński ‏           | 87                         |
| 104                        | Karol Domagalski ‏           | 62                         |
| 105                        | Filip Prokopyszyn ‏          | 90                         |
| 106                        | Daniel Staniszewski ‏        | 78                         |

| سوبرانو هام ايزوريكس ‏ TIS | سوبرانو هام ايزوريكس ‏ TIS | سوبرانو هام ايزوريكس ‏ TIS |
| ------------------------- | ------------------------- | ------------------------- |
| م                         | عداء                      | مرتبة                     |
| 111                       | Alfdan De Decker ‏         | 20                        |
| 112                       | Maxime De Poorter ‏        | 19                        |
| 113                       | Gil D'Heygere ‏            | 7                         |
| 114                       | Thomas Joseph ‏            | لم يكمل السباق            |
| 115                       | Brent Van De Kerkhove ‏    | 16                        |
| 116                       | Enzo Wouters ‏             | 66                        |
| 117                       | Thibau Verhofstadt‏        | 48                        |

| توبفوركس لابيير ‏ TFA | توبفوركس لابيير ‏ TFA | توبفوركس لابيير ‏ TFA |
| -------------------- | -------------------- | -------------------- |
| م                    | عداء                 | مرتبة                |
| 121                  | Jiří Petruš‏          | 84                   |
| 122                  | Petr Klabouch‏        | 51                   |
| 123                  | Matúš Štoček ‏        | 40                   |
| 124                  | Martin Voltr ‏        | لم يكمل السباق       |
| 125                  | Marek Gajdula‏        | 85                   |
| 126                  | Tomáš Bárta ‏         | 8                    |
| 127                  | Petr Fiala‏           | 22                   |

| Willebrord Wil Vooruit‏ ___ | Willebrord Wil Vooruit‏ ___ | Willebrord Wil Vooruit‏ ___ |
| -------------------------- | -------------------------- | -------------------------- |
| م                          | عداء                       | مرتبة                      |
| 131                        | Christian Gorm Albrechtsen‏ | 82                         |
| 132                        | Kelvin Bakx‏                | 114                        |
| 133                        | Joris Buters‏               | لم يكمل السباق             |
| 134                        | Beau van Izerloo‏           | 81                         |
| 135                        | Boris Romers‏               | 109                        |
| 136                        | Markus Skreen‏              | لم يكمل السباق             |
| 137                        | Sten Verzijl‏               | 113                        |

| Herning CK Elite ‏ ___ | Herning CK Elite ‏ ___     | Herning CK Elite ‏ ___ |
| --------------------- | ------------------------- | --------------------- |
| م                     | عداء                      | مرتبة                 |
| 142                   | Rasmus Byriel Iversen ‏    | لم يكمل السباق        |
| 143                   | Jonas Nordal Jakobsen‏     | 29                    |
| 144                   | Emil Vinther Schmidt‏      | 74                    |
| 145                   | Jannik Nedergaard Nielsen‏ | 45                    |
| 146                   | Mads Mosevang Pedersen‏    | 100                   |
| 147                   | Carl Voldbjerg‏            | لم يبدأ               |

| IBT-BH Carl Ras ‏ ___ | IBT-BH Carl Ras ‏ ___  | IBT-BH Carl Ras ‏ ___ |
| -------------------- | --------------------- | -------------------- |
| م                    | عداء                  | مرتبة                |
| 151                  | Gustav Johansson ‏     | 107                  |
| 152                  | Linus Kvist ‏          | 63                   |
| 153                  | Sebastian Andreasson ‏ | لم يكمل السباق       |
| 154                  | Wincent Wallinder‏     | 108                  |
| 155                  | Frederik Thomsen ‏     | 26                   |
| 156                  | Arne Birkemose ‏       | 93                   |
| 157                  | ماتياس مالمبيرغ ‏      | 36                   |

| Give Elementer ‏ ___ | Give Elementer ‏ ___    | Give Elementer ‏ ___ |
| ------------------- | ---------------------- | ------------------- |
| م                   | عداء                   | مرتبة               |
| 161                 | Anders Bruun‏           | لم يبدأ             |
| 162                 | Jakob Bødker‏           | لم يكمل السباق      |
| 163                 | Jeppe Falk-Kristensen ‏ | لم يكمل السباق      |
| 164                 | Daniel Guld ‏           | 79                  |
| 165                 | Gustav Frederik Dahl ‏  | 44                  |
| 166                 | Jeppe Tolbøll‏          | لم يكمل السباق      |
| 167                 | Daniel Eriksen‏         | 88                  |

| Team Sparekassen Vendsyssel Aalborg ‏ ___ | Team Sparekassen Vendsyssel Aalborg ‏ ___ | Team Sparekassen Vendsyssel Aalborg ‏ ___ |
| ---------------------------------------- | ---------------------------------------- | ---------------------------------------- |
| م                                        | عداء                                     | مرتبة                                    |
| 171                                      | Sebastian Ryttersgaard ‏                  | 23                                       |
| 172                                      | Dennis Lock ‏                             | 77                                       |
| 173                                      | Johannes Rom Dahl‏                        | لم يكمل السباق                           |
| 174                                      | Martin Lind‏                              | 43                                       |
| 176                                      | Søren Vosgerau ‏                          | 56                                       |
| 177                                      | Thomas Koldkjær Decker‏                   | لم يكمل السباق                           |

| CO:PLAY-Giant ‏ ___ | CO:PLAY-Giant ‏ ___  | CO:PLAY-Giant ‏ ___ |
| ------------------ | ------------------- | ------------------ |
| م                  | عداء                | مرتبة              |
| 181                | Rasmus Bøgh Wallin ‏ | 2                  |
| 182                | Magnus Bak Klaris ‏  | 89                 |
| 183                | Daniel Stampe ‏      | 15                 |
| 184                | Mikkel Øritsland ‏   | 118                |
| 185                | Magnus Henneberg ‏   | 42                 |
| 187                | Benjamin Movang‏     | 35                 |

| Bache-JS.dk ‏ ___ | Bache-JS.dk ‏ ___      | Bache-JS.dk ‏ ___ |
| ---------------- | --------------------- | ---------------- |
| م                | عداء                  | مرتبة            |
| 191              | Daniel Lyhne ‏         | 117              |
| 192              | Oskar Hvid‏            | لم يكمل السباق   |
| 193              | Jacob Gye Madsen ‏     | 30               |
| 194              | Birk Udengaard Hansen‏ | لم يكمل السباق   |
| 195              | Sebastian Petersen ‏   | 65               |
| 196              | Peter Skov Lauritzen‏  | 96               |
| 197              | Ruben Zilas Larsen‏    | لم يكمل السباق   |

| Team ABC Elite‏ ___ | Team ABC Elite‏ ___      | Team ABC Elite‏ ___ |
| ------------------ | ----------------------- | ------------------ |
| م                  | عداء                    | مرتبة              |
| 201                | Victor Grue Enggaard ‏   | 97                 |
| 202                | Nicklas Jacobsen Nissen‏ | 37                 |
| 203                | Bjarke Bonke‏            | لم يكمل السباق     |
| 204                | Mikkel Henningsen‏       | لم يكمل السباق     |
| 205                | Christian Axelsen‏       | لم يكمل السباق     |
| 206                | Peter Sørensen‏          | لم يكمل السباق     |

| Team Kvickly Odder Elite ‏ ___ | Team Kvickly Odder Elite ‏ ___ | Team Kvickly Odder Elite ‏ ___ |
| ----------------------------- | ----------------------------- | ----------------------------- |
| م                             | عداء                          | مرتبة                         |
| 211                           | Stefan Ryom‏                   | 110                           |
| 212                           | Lasse Mikkelsen‏               | 80                            |
| 213                           | Andreas Brandt Aidel ‏         | 53                            |
| 214                           | Mattias Nordal ‏               | 105                           |
| 215                           | Martin Szokody ‏               | 102                           |

| Diftar Continental Cyclingteam ‏ ___ | Diftar Continental Cyclingteam ‏ ___ | Diftar Continental Cyclingteam ‏ ___ |
| ----------------------------------- | ----------------------------------- | ----------------------------------- |
| م                                   | عداء                                | مرتبة                               |
| 221                                 | Tim Bierkens‏                        | لم يكمل السباق                      |
| 222                                 | Jelle Ter Weeme‏                     | لم يكمل السباق                      |
| 223                                 | Lars van Uum‏                        | لم يكمل السباق                      |
| 224                                 | Robin Löwik‏                         | 34                                  |
| 225                                 | Arne Peters‏                         | لم يبدأ                             |
| 226                                 | دينيس فان دير هورست ‏                | 57                                  |
| 227                                 | Maarten Vierhout‏                    | 111                                 |

| بدون فريق ___ | بدون فريق ___ | بدون فريق ___  |
| ------------- | ------------- | -------------- |
| م             | عداء          | مرتبة          |
| 231           | Jesper Ferm ‏  | لم يكمل السباق |

| Sweden Cycling Academy‏ ___ | Sweden Cycling Academy‏ ___ | Sweden Cycling Academy‏ ___ |
| -------------------------- | -------------------------- | -------------------------- |
| م                          | عداء                       | مرتبة                      |
| 232                        | Ludwig Fagerström‏          | لم يكمل السباق             |
| 233                        | Simon Cederfjord‏           | لم يكمل السباق             |
| 234                        | Erik Rindborg‏              | لم يبدأ                    |
| 235                        | Johan Nyström‏              | لم يكمل السباق             |
| 236                        | Christian Karlenius‏        | لم يكمل السباق             |
| 237                        | Simon Isaksson‏             | لم يبدأ                    |

| ستارت سايكلنج تيم ‏ STF | ستارت سايكلنج تيم ‏ STF | ستارت سايكلنج تيم ‏ STF |
| ---------------------- | ---------------------- | ---------------------- |
| م                      | عداء                   | مرتبة                  |
| 241                    | غريفين إيستر           | لم يكمل السباق         |
| 242                    | Jorge Peyrot Balvanera‏ | 98                     |
| 243                    | José Eduardo Autran‏    | 47                     |
| 244                    | Reinier Honig ‏         | 91                     |
| 245                    | Ignacio Villanueva‏     | لم يكمل السباق         |

## التصنيف العام النهائي
| التصنيف العام         | التصنيف العام              | التصنيف العام | التصنيف العام                  | التصنيف العام |
| العداء                | العداء                     | البلد         | الفريق                         | الوقت         |
| --------------------- | -------------------------- | ------------- | ------------------------------ | ------------- |
| 1                     | نيكلاس لارسن               | الدنمارك      | أونو-إكس موبيليتي ‏             | 4 س 30 د 24 ث |
| 2                     | Rasmus Bøgh Wallin ‏        | الدنمارك      | CO:PLAY-Giant ‏                 | + 0 ث         |
| 3                     | Kasper Andersen (cyclist) ‏ | الدنمارك      | كولوكويك للدراجات ‏             | + 0 ث         |
| 4                     | Olav Hjemsæter ‏            | النرويج       | تيم كووب ‏                      | + 1 ث         |
| 5                     | ماركوس هانسن               | الدنمارك      | بي إتش إس - بل بيتون بورنهولم ‏ | + 1 ث         |
| 6                     | Alexander Salby ‏           | الدنمارك      | كولوكويك للدراجات ‏             | + 1 ث         |
| 7                     | Gil D'Heygere ‏             | بلجيكا        | سوبرانو هام ايزوريكس ‏          | + 1 ث         |
| 8                     | Tomáš Bárta ‏               | التشيك        | توبفوركس لابيير ‏               | + 1 ث         |
| 9                     | Elmar Reinders ‏            | هولندا        | فريق ريوال للدراجات ‏           | + 1 ث         |
| 10                    | Tobias Kongstad ‏           | الدنمارك      | فريق ريوال للدراجات ‏           | + 1 ث         |
| 11                    | لوكاس أريكسون              | السويد        | فريق ريوال للدراجات ‏           | + 1 ث         |
| 12                    | Tore Andre Aase Vabø ‏      | النرويج       | تيم كووب ‏                      | + 1 ث         |
| 13                    | Kristian Aasvold ‏          | النرويج       | تيم كووب ‏                      | + 1 ث         |
| 14                    | Louis Bendixen ‏            | الدنمارك      | تيم كووب ‏                      | + 1 ث         |
| 15                    | Daniel Stampe ‏             | الدنمارك      | CO:PLAY-Giant ‏                 | + 2 ث         |
| مصدر: ProCyclingStats |                            |               |                                |               |

## وصلات خارجية
- الموقع الرسمي
- لمحة عن سباق فيين روندت 2021 على موقع  ProCyclingStats   (برو  سايكلنج  ستاتس) - إحصاءات  محترفي  الدراجات.
- فيين روندت 2021 على موقع إحصائيات الدراجات الإحترافية (الإنجليزية)